# Pennino (personaggio)
Pennino (nome originale brasiliano Biquinho, nome inglese Dugan Duck) è un personaggio immaginario dei fumetti Disney, nipote di Paperoga, creato dall'autore brasiliano Waldyr Igayara de Souza per la casa editrice Editora Abril.

## Caratteristiche
Seppur ideato nel 1981, la prima storia in cui compare è Biquinho, O Furacão Branco e Preto del 1982, in cui viene "presentato" da due fumettisti. In Italia questa storia è stata pubblicata sul Mega Almanacco con il titolo Pennino superstar - Un Pennino da prendere con le pinze solo nel 1986, ossia dopo che erano già uscite altre storie con il personaggio. 
La prima storia in cui incontra lo zio è Paperoga e la nascita di Pennino (O Nascimento do Biquinho, pubblicata originariamente nel 1982 ed arrivata in Italia nel 1985), in cui Gloria scopre dell'esistenza di Pennino sull'albero genealogico della famiglia dei paperi.
Pennino è un bambino più o meno dell'età di Qui Quo e Qua; porta un berretto rosso di lana simile a quello di Paperoga ed è giocherellone e "combinaguai", a volte più dello zio. Spesso compaiono nelle sue storie il gatto Malachia, Dinamite Bla ma anche tutto il resto della famiglia dei paperi. La sua parentela con altri personaggi Disney della famiglia dei paperi non è chiara: il personaggio infatti non appare negli alberi genealogici creati da Carl Barks e Don Rosa, dal quale si potrebbe dedurre che sia figlio dell'unico fratello di Paperoga, Abner Duck detto "Chiarafonte", ma non ci sono prove di questo.
Nella versione originale della già citata Paperoga e la nascita di Pennino, Paperoga spiega che Pennino è nato dall'uovo deposto da una sua non meglio precisata sorella, che viveva in una zona rurale presso Paperopoli. Nell'adattamento italiano non ci sono riferimenti né alla sorella né alla sua residenza; Paperoga racconta la storia di Pennino con un generico «Aspettavo il mio primo nipote...».
Nella storia "Pennino e la famiglia... spinosa", pubblicata sul numero 1894 di Topolino, viene raccontata una possibile versione del primo periodo di vita del personaggio: il paperetto sarebbe stato smarrito nella foresta dalla cicogna incaricata di trasportarlo e cresciuto da una famiglia di porcospini, fino a quando Paperoga e Gloria non lo recuperarono.